# Noor Alfallah
Noor Alfallah (* 2. Dezember 1993) ist eine kuwaitisch-amerikanische Filmproduzentin. Alfallah wurde erstmalig einer breiten Öffentlichkeit durch ihre Beziehung zu dem über 50 Jahre älteren britischen Rockstar Mick Jagger bekannt. In den Folgejahren führte sie weitere kurzzeitige Beziehungen mit deutlich älteren reichen und berühmten Männern, was zu internationaler Medienberichterstattung führte und teilweise kontrovers diskutiert wurde.

## Leben und Werdegang
Alfallah ist die Tochter eines kuwaitischen Geschäftsmannes und einer US-amerikanischen Mutter. Sie wuchs in einer wohlhabenden Familie im Los Angeles County in der wohlhabenden Enklave Beverly Hills auf und studierte an der  University of Southern California’s Cinematic School of Arts und der renommierten UCLA School of Film and Television.

## Tätigkeit als Filmproduzentin
Alfallah arbeitet in der Medienbranche und ist Produzentin und Executive Producer von mehreren Film- und Fernsehproduktionen. Sie war mit fünf weiteren Personen Mit-Produzentin des beim Sundance Film Festival 2024 vorgestellten Films Little Death mit David Schwimmer in der Hauptrolle. 2024 produzierte sie gemeinsam mit sechs weiteren Executive Producern das Drama Billy Knight, bei dem ihr Ex-Partner Al Pacino die Hauptrolle übernahm.

## Privates
Alfallah wurde einer breiten Öffentlichkeit zum ersten Mal im Jahr 2017 durch eine kurzzeitige Beziehung mit dem fast 50 Jahre älteren Musiker Mick Jagger bekannt. Jagger, damals 73-jährig, verließ für die 23-jährige Alfallah kurzzeitig seine damals 30-jährige Partnerin Melanie Hamrick, mit der er bereits eine gemeinsame Tochter hatte. Alfallah und Jagger trennten sich nach einem Jahr. In den Folgejahren zog Alfallah weiter großes Medieninteresse durch Beziehungen zu deutlich älteren Männern auf sich, wobei der Altersunterschied teilweise über 50 Jahre betrug. Im Jahr 2018 führte sie eine Beziehung mit dem 61-jährigen Milliardär Nicolas Berggruen. Medienberichte über eine Beziehung mit dem über 60 Jahre älteren US-Schauspieler Clint Eastwood dementierte sie.
Im Jahr 2022 begann Alfallah eine Beziehung mit dem 82-jährigen Filmschauspieler Al Pacino, wobei der Altersunterschied des Paares wieder über 50 Jahre betrug. Mit Pacino hat Alfallah seit 2023 einen gemeinsamen Sohn. Im Herbst 2023 beantragte Alfallah das alleinige Sorgerecht, wobei das Paar Trennungsgerüchte gleichzeitig dementierte. Alfallah gab an, Pacino nicht heiraten zu wollen. Das Paar ist seit Oktober 2024 getrennt, erzieht den gemeinsamen Sohn aber zusammen.

## Medienrezeption
Alfallahs offensichtliche Präferenz für Beziehungen zu bekannten Männern mit ungewöhnlich großem Altersunterschied erregte weltweit großes Medieninteresse. Außerhalb der USA berichteten unter anderem Medien in Europa, Indien, Ostasien und der Arabischen Welt über die Beziehungen Alfallahs.
Insbesondere die Entscheidung, mit dem über 80-jährigen Pacino noch ein gemeinsames Kind zu bekommen, wurde teilweise kontrovers diskutiert. Kommentatoren verwiesen darauf, dass Kinder von Vätern in deutlich fortgeschrittenem Alter höhere Risiken für genetische Defekte und bestimmte degenerative Erkrankungen hätten. Außerdem sei die begrenzte Lebensbegleitung des Nachwuchses von so alten Vätern zu bedenken. Andererseits wurde argumentiert, Alfallahs persönliche Lebensentscheidungen seien zu respektieren. Auch ältere Männer könnten gute Väter sein. Außerdem könne ein älterer Partner, am Beispiel Al Pacinos, mehr finanzielle Sicherheit bieten.